# Associazione Sportiva Bari 1959-1960
Questa voce raccoglie le informazioni riguardanti l'Associazione Sportiva Bari nelle competizioni ufficiali della stagione 1959-1960.

## Stagione
Fonti
In ragione del campionato precedente, per la stagione 1959-1960 viene data in generale, dagli sportivi baresi, fiducia al tecnico Tabanelli; questi viene confermato dall'A.S. Bari. Il tecnico romagnolo ritiene che al Bari serva soprattutto un attaccante "da doppia cifra", di potenza, considerando Paolo Erba non molto rientrante in questa casistica; la società non riesce ad acquistare un calciatore confacente alla richiesta dell'allenatore (i club di Serie A a cui vengono richiesti questi tipi di calciatori chiedono pagamenti troppo alti per la società biancorossa).
Fra le varie operazioni di calciomercato, il club biancorosso acquista dall'Anconitana, per 12 milioni di lire il centravanti Luigi Buglioni, giocatore che ha totalizzato 33 marcature nelle due passate stagioni in IV Serie e Serie C, e il 17 luglio il centrocampista Carlo Tagnin dalla Lazio, per la "pesante" cifra di 57 milioni, in un complesso accordo che comprende la compartecipazione con la società biancoceleste di Erba, che per il momento rimane a Bari. Le cessioni sono complessivamente poco remunerative.
Aggravata anche dall'ultimo calciomercato, la situazione finanziaria dell'A.S. Bari è abbastanza compromessa, con un passivo superiore a 150 milioni; per questo motivo, nell'ottobre 1959, a campionato già iniziato il presidente Brunetti è costretto a dimettersi. Il 20 ottobre 1959, l'imprenditore agrario Vincenzo La Gioia, già socio del Bari sotto la presidenza Annoscia, accetta la richiesta, fattagli da dirigenti del club biancorosso, di diventare nuovo presidente. Non pratico del calcio, La Gioia sarà assistito nella gestione tecnica da Ignazio Nencha, dirigente e tecnico del Bari ora posto come vice presidente.
Nel frattempo in campionato, dopo aver ottenuto 5 punti nelle prime 4 giornate, i galletti perdono cinque partite di fila. Fra 10ª e 12ª giornata il Bari ricava 5 punti; gli ultimi due punti sono effetto della rocambolesca vittoria di Napoli: difatti il goal dell'1-2 è segnato da Erba per stizza, calciando la palla verso l'alto innervosito dai continui richiami di Tabanelli; la sfera cade poi in rete di rimbalzo con il portiere partenopeo che non riesce a toccarla. Questa del capoluogo campano rimane la seconda e ultima vittoria esterna nella storia dei biancorossi, nel rispettivo derby meridionale. Dopo aver solo pareggiato tre delle successive sette gare, ultima quella persa 2-0 ad Alessandria nella seconda giornata di ritorno, con la compagine barese penultima in classifica Tabanelli è momentaneamente sollevato dall'incarico e sostituito da Francesco Capocasale.
Il tecnico barese, tornato sulla panchina dei galletti dopo quattro anni (il Bari pagò all'Anconitana, per cui il coach stava allenando in Serie C, un conguaglio di 2 milioni), attua progressivamente dei cambiamenti tattici nella squadra, rivalutando al contempo lo stesso Erba e Ivo Brancaleoni; i biancorossi variano sensibilmente rendimento, perdendo sino a fine campionato 4 incontri, pareggiandone 6, fra cui quelli in trasferta rispettivamente 0-0 con l'Inter e 1-1 con la Lazio, e vincendone 5 inclusi il 3-0 interno sul Milan di Luigi Bonizzoni (doppietta di Erba e Catalano) e l'1-0, sempre in casa, sulla Fiorentina nella penultima giornata, con cui i pugliesi sono matematicamente salvi.
Il Bari ha racimolato in tutto 29 punti, 2 in più del Palermo retrocesso, divisi in 12 punti nel girone d'andata e 17 in quello di ritorno. Il giovane Buglioni ha segnato 4 goal in 16 gare, mentre Erba, sceso in campo 27 volte, ha siglato con Capocasale 9 marcature, a fronte delle 5 nella gestione di Tabanelli, alle cui nuove direttive s'è adattato poco.

## Divise
Fonti
Le divise per la stagione 1959-1960 sono state le seguenti:
| Prima divisa | Seconda divisa |

## Organigramma societario
Fonti
Area direttiva
- Presidente: avv. Gianfranco Brunetti fino al 17-20 ottobre 1959; cav. Vincenzo La Gioia dalla sera del 20 ottobre 1959 (assistente Ignazio Nencha).
- Vice presidenti: avv. Achille Tarsia Incuria (rimasto) con Ignazio Nencha dal 20 ottobre 1959.
- Cassiere: avv. De Robertis.

Area tecnica
- Allenatore: Paolo Tabanelli fino alla 19ª giornata; Francesco Capocasale dalla 20ª giornata.
- Secondo allenatore: Tommaso Maestrelli.
- Accompagnatore: comm. Angelo Albanese.

Area sanitaria
- Medico sociale: Domenico Ambruosi.
- Massaggiatore: Mordini.

## Rosa
| N. |                   | Ruolo | Calciatore        |
| -- | ----------------- | ----- | ----------------- |
|    | Italia (bandiera) | P     | Enzo Magnanini    |
|    | Italia (bandiera) | P     | Carlo Mezzi       |
|    | Italia (bandiera) | D     | Gianni Seghedoni  |
|    | Italia (bandiera) | D     | Carlo Mupo        |
|    | Italia (bandiera) | D     | Alcide Baccari    |
|    | Italia (bandiera) | D     | Giovanni Romano   |
|    | Italia (bandiera) | D     | Ivo Brancaleoni   |
|    | Italia (bandiera) | D     | Luciano Gariboldi |
|    | Italia (bandiera) | C     | Mario Mazzoni     |
|    | Italia (bandiera) | C     | Biagio Catalano   |
|    | Italia (bandiera) | C     | Lorenzo Cappa     |

| N. |                      | Ruolo | Calciatore        |
| -- | -------------------- | ----- | ----------------- |
|    | Italia (bandiera)    | C     | Lando Macchi      |
|    | Italia (bandiera)    | C     | Angelo Carrano    |
|    | Italia (bandiera)    | C     | Roncati           |
|    | Italia (bandiera)    | A     | Carlo Tagnin      |
|    | Italia (bandiera)    | A     | Luigi De Robertis |
|    | Italia (bandiera)    | A     | Paolo Erba        |
|    | Argentina (bandiera) | A     | Raúl Conti        |
|    | Italia (bandiera)    | A     | Bruno Cicogna     |
|    | Italia (bandiera)    | A     | Luigi Buglioni    |
|    | Italia (bandiera)    | A     | Renzo Barbantani  |

## Calciomercato
Fonti

### Sessione estiva
| Acquisti | Acquisti         | Acquisti       | Acquisti                |
| R.       | Nome             | da             | Modalità                |
| -------- | ---------------- | -------------- | ----------------------- |
| P        | Carlo Mezzi      | Parma          | definitivo              |
| D        | Alcide Baccari   | Udinese        | definitivo              |
| C        | Roncati          | Fossati Milano | definitivo              |
| A        | Renzo Barbantani | Novara         | definitivo              |
| A        | Luigi Buglioni   | Anconitana     | definitivo (12 milioni) |
| A        | Carlo Tagnin     | Lazio          | definitivo (57 milioni) |

| Cessioni | Cessioni          | Cessioni | Cessioni   |
| R.       | Nome              | da       | Modalità   |
| -------- | ----------------- | -------- | ---------- |
| P        | Emilio Buttarelli | -        | svincolato |
| C        | Eros Baccalini    | Siracusa | definitivo |
| C        | Per Bredesen      | Messina  | ?          |
| A        | Agostino Amante   | Teramo   | definitivo |
| A        | Aldo Novelli      | Lecce    | definitivo |
| A        | Giancarlo Rebizzi | Mantova  | definitivo |

## Risultati

### Serie A

#### Girone di andata
| 20 settembre 1959 1ª giornata | Bari | 1 – 0 | Palermo |  |

| 27 settembre 1959 2ª giornata | Bari | 0 – 0 | Alessandria |  |

| 4 ottobre 1959 3ª giornata | Sampdoria | 1 – 0 | Bari |  |

| 11 ottobre 1959 4ª giornata | Bari | 1 – 0 | Genoa |  |

| 18 ottobre 1959 5ª giornata | Bologna | 2 – 0 | Bari |  |

| 25 ottobre 1959 6ª giornata | Bari | 1 – 3 | Inter |  |

| 8 novembre 1959 7ª giornata | Atalanta | 3 – 0 | Bari |  |

| 15 novembre 1959 8ª giornata | Bari | 2 – 3 | Roma |  |

| 22 novembre 1959 9ª giornata | Milan | 2 – 0 | Bari |  |

| 6 dicembre 1959 10ª giornata | Bari | 0 – 0 | Lanerossi Vicenza |  |

| 13 dicembre 1959 11ª giornata | Bari | 3 – 1 | Udinese |  |

| 20 dicembre 1959 12ª giornata | Napoli | 1 – 2 | Bari |  |

| 27 dicembre 1959 13ª giornata | Padova | 1 – 0 | Bari |  |

| 10 gennaio 1960 14ª giornata | Bari | 0 – 0 | Lazio |  |

| 17 gennaio 1960 15ª giornata | Juventus | 2 – 0 | Bari |  |

| 24 gennaio 1960 16ª giornata | Fiorentina | 4 – 2 | Bari |  |

| 31 gennaio 1960 17ª giornata | Bari | 0 – 0 | SPAL |  |

#### Girone di ritorno
| 7 febbraio 1960 18ª giornata | Palermo | 1 – 1 | Bari |  |

| 14 febbraio 1960 19ª giornata | Alessandria | 2 – 0 | Bari |  |

| 21 febbraio 1960 20ª giornata | Bari | 1 – 1 | Sampdoria |  |

| 28 febbraio 1960 21ª giornata | Genoa | 1 – 0 | Bari |  |

| 6 marzo 1960 22ª giornata | Bari | 1 – 1 | Bologna |  |

| 20 marzo 1960 23ª giornata | Inter | 0 – 0 | Bari |  |

| 27 marzo 1960 24ª giornata | Bari | 1 – 0 | Atalanta |  |

| 3 aprile 1960 25ª giornata | Roma | 3 – 2 | Bari |  |

| 10 aprile 1960 26ª giornata | Bari | 3 – 0 | Milan |  |

| 17 aprile 1960 27ª giornata | Lanerossi Vicenza | 0 – 0 | Bari |  |

| 24 aprile 1960 28ª giornata | Udinese | 0 – 1 | Bari |  |

| 1 maggio 1960 29ª giornata | Bari | 1 – 1 | Napoli |  |

| 8 maggio 1960 30ª giornata | Bari | 5 – 2 | Padova |  |

| 15 maggio 1960 31ª giornata | Lazio | 1 – 1 | Bari |  |

| 22 maggio 1960 32ª giornata | Bari | 1 – 3 | Juventus |  |

| 29 maggio 1960 33ª giornata | Bari | 1 – 0 | Fiorentina |  |

| 5 giugno 1960 34ª giornata | SPAL | 3 – 1 | Bari |  |

### Coppa Italia
| Arbitro: | Babini (Ravenna) |

|                                  |           |              |
| De Robertis 48’ 72’ Catalano 62’ | Marcatori | 73’ Fiorindi |

| Arbitro: | Angelini (Firenze) |

|               |           |  |
| Di Giacomo 9’ | Marcatori |  |

## Statistiche

### Statistiche di squadra
| Competizione | Punti | In casa | In casa | In casa | In casa | In casa | In casa | In trasferta | In trasferta | In trasferta | In trasferta | In trasferta | In trasferta | Totale | Totale | Totale | Totale | Totale | Totale | DR  |
| Competizione | Punti | G       | V       | N       | P       | Gf      | Gs      | G            | V            | N            | P            | Gf           | Gs           | G      | V      | N      | P      | Gf     | Gs     | DR  |
| ------------ | ----- | ------- | ------- | ------- | ------- | ------- | ------- | ------------ | ------------ | ------------ | ------------ | ------------ | ------------ | ------ | ------ | ------ | ------ | ------ | ------ | --- |
| Serie A      | 29    | 17      | 7       | 7       | 3       | 22      | 15      | 17           | 2            | 4            | 11           | 10           | 27           | 34     | 9      | 11     | 14     | 32     | 42     | -10 |
| Coppa Italia |       | 1       | 1       | 0       | 0       | 3       | 1       | 1            | 0            | 0            | 1            | 0            | 1            | 2      | 1      | 0      | 1      | 3      | 2      | +1  |
| Totale       |       | 18      | 8       | 7       | 3       | 25      | 16      | 18           | 2            | 4            | 12           | 10           | 28           | 36     | 10     | 11     | 15     | 35     | 44     | -9  |

### Statistiche dei giocatori
| Giocatore      | Serie A  | Serie A | Coppa Italia | Coppa Italia | Totale   | Totale |
| Giocatore      | Presenze | Reti    | Presenze     | Reti         | Presenze | Reti   |
| -------------- | -------- | ------- | ------------ | ------------ | -------- | ------ |
| A. Baccari     | 20       | 0       | 2            | 0            | 22       | 0      |
| R. Barbantani  | 1        | 0       | -            | -            | 1        | 0      |
| I. Brancaleoni | 13       | 0       | -            | -            | 13       | 0      |
| L. Buglioni    | 16       | 4       | -            | -            | 16       | 4      |
| L. Cappa       | 22       | 1       | 2            | 0            | 24       | 1      |
| A. Carrano     | 1        | 0       | -            | -            | 1        | 0      |
| B. Catalano    | 23       | 2       | 2            | 1            | 25       | 3      |
| B. Cicogna     | 18       | 0       | 2            | 0            | 20       | 0      |
| R. Conti       | 26       | 1       | 2            | 0            | 28       | 1      |
| L. De Robertis | 30       | 2       | 2            | 2            | 32       | 4      |
| P. Erba        | 27       | 14      | -            | -            | 27       | 14     |
| L. Gariboldi   | 1        | 0       | 1            | 0            | 2        | 0      |
| L. Macchi      | 9        | 1       | -            | -            | 9        | 1      |
| E. Magnanini   | 27       | -35     | 2            | -2           | 29       | -37    |
| M. Mazzoni     | 26       | 1       | 2            | 0            | 28       | 1      |
| C. Mezzi       | 7        | -7      | -            | -            | 7        | -7     |
| C. Mupo        | 29       | 0       | 2            | 0            | 31       | 0      |
| G. Romano      | 18       | 0       | -            | -            | 18       | 0      |
| G. Seghedoni   | 29       | 1       | 1            | 0            | 30       | 1      |
| C. Tagnin      | 31       | 2       | 2            | 0            | 33       | 2      |